# Glumac
Glumac ili glumica je osoba koja glumi ili igra ulogu u nekoj umjetničkoj izvedbi. Taj se izraz obično odnosi na ljude koji glume u filmskoj industriji, na televiziji, u kazalištu ili na radiju, a ponekad se koristi i za ulične zabavljače. Osim igranja dramskih uloga, glumci mogu i pjevati, plesati, raditi samo na radiju ili "posuđivati glas". 

## Povijest
Prvim zablježenim glumcem se smatra Grk Tespis, koji je 530. pr. Kr. izašao na scenu Dionisovog Teatra i postao prva osoba koja je izgovorila tekst kao lik u predstavi. Zbog Tespisa, glumci su u to doba nazivani tespijanci. 
Do 17. stoljeća samo su se muškarci bavili glumom. U starom i srednjem vijeku, smatralo se nedostojnim i sramotnim da žena izađe na pozornicu. Prva žena je glumila u predstavi u Veneciji u 17. stoljeću.

## Glumačke nagrade u svijetu
- Oscar
- Zlatni globus
- Emmy
- BAFTA
- Tony
- Saturn
- Zlatna arena